# اروپا-پارک
اروپاپارک یکی بزرگترین شهربازی‌های آلمان و قارهٔ اروپا می‌باشد. این شهربازی در نزدیکی شهر روست در جنوب آلمان قرار گرفته‌است. از نظر تعداد ابزارهای بازی و تفریح و کیفیت آن‌ها این شهربازی طراز اول محسوب می‌شود. این پارک در بین بهترین پارک‌های تفریحی اروپا در سال ۲۰۲۲ رتبه نخست را کسب کرده‌است. این پارک که در سال ۱۹۷۵ افتتاح شده دارای ۹۵ هکتار مساحت است و سالانه ۵ میلیون و ۸۰۰ هزار بازدیدکننده دارد. پارک «اروپا» در همه زمینه‌های مورد نظر، از ۵ امتیاز بیش از ۴ امتیاز و از مجموع ۲۵ امتیاز، نزدیک به ۲۲ امتیاز را کسب کرده‌است.